# Hermann von Hamme
Hermann von Hamme († 1439 oder 1440 in Hamburg) war ein deutscher Hochschullehrer und Domherr.

## Leben
Hamme stammte aus Hamburg oder Lübeck. Er hatte an der Universität Prag studiert und dort 1402 zum Bakkalaureaten der Rechte promoviert, war dort 1404 Magister artium geworden und 1405 dominus magister in jure. Er arbeitete zunächst 1406 bis 1409 als Ratssekretär der Hansestadt Hamburg, wo er 1416 auch eine Vikarie erhielt. Er immatrikulierte sich als Graduierter 1419 in Rostock und gehörte bei Gründung der Universität Rostock zu den ältesten Professoren der Universität und wurde zweites Mitglied der Artistenfakultät, 1420 deren Dekan. Er war zweimal Rektor der Universität Rostock. 1430 wird Hermann von Hamme in Hamburg als Kirchherr der Petrikirche und Domvikar des Hamburger Doms erwähnt. Am 14. Oktober 1430 wurde er auf Empfehlung seines Freundes Heinrich von Geismar zweiter Lektor am Dom.
Sein Bruder Volrad von Hamme studierte ab 1422 in Rostock und war später in Hamburg als Dominus Magister tätig, Krause vermutet in den ADB, er könne Arzt gewesen sein.